# Ukrajinské studio výtvarných umění
L'Ukrajinské studio výtvarných umění (littéralement en français Atelier ukrainien des beaux-arts), est une institution artistique privée de l'ancienne Tchécoslovaquie. 
Elle dispensait un enseignement systématique dans les domaines des beaux-arts, des arts appliqués et de l'architecture. Des Ukrainiens en exil, mais aussi des Tchèques et des personnes d'autres nationalités y étudiaient. Les diplômés recevaient le titre de Magister Artis.

## Histoire
La Tchécoslovaquie de l'entre-deux-guerres connait une importante émigration ukrainienne, notamment parmi les intellectuels. La création de l'Ukrajinské studio výtvarných umění est précédée par la création du Cercle des Beaux-Arts à Prague en 1922 et de la Société ukrainienne des Beaux-Arts (1923). Le professeur Serhiy Mako est l'initiateur de la création de l'Atelier, et son premier directeur est Dmytro Antonovitch. L'Atelier devient la plus grande école d'art hors des frontières de l'Ukraine et sert d'institution académique non seulement aux Ukrainiens, mais aussi aux Tchèques, aux Slovaques, aux Russes, aux Biélorusses, aux Allemands, aux Français, aux Arméniens, aux Polonais et aux Hongrois. L'État tchécoslovaque soutenait les institutions culturelles et éducatives ukrainiennes et, à l'initiative directe de Tomáš Masaryk, un fonds d'aide est créé au ministère des Affaires étrangères, à partir duquel le soutien financier est assuré,.
L'Ukrajinské studio výtvarných umění collabore avec le Musée du Mouvement de libération de l'Ukraine et rassemble autour de lui l'élite intellectuelle de l'émigration ukrainienne. Il organise des expositions annuelles et de nombreux événements pour les fêtes tchécoslovaques et ukrainiennes. 
En 1932, le professeur Jan Kulec transforme l'Ukrajinské studio výtvarných umění en Académie ukrainienne privée, qui dure jusqu'au coup d'État communiste de 1948. Elle est ensuite rebaptisée Académie populaire et ferme en 1952.

## Enseignants
- Jan Ivan Kulec
- Ferdinand Engelmüller (cs)
- Robert Lisovskyi
- Serhij Mako
- Grigorij Musatov
- Jakub Obrovský (cs)
- Ivan Mozalevskyj
- K. Stachovsky
- I. Mirčuk
- Volodymyr Sičynskyj
- Rudolf Vejrych (cs)
- Jiří Krejčí

## Étudiants célèbres
- Věroslav Bergr (cs)
- Karel Karas
- Jiří Mrázek
- Ladislav Novák
- Karel Oberthor
- Vladislav Vaculka
- Helena Zmatlíková
- Dimitrij Šetelík
- František Vit Blažek